# Phương pháp Lý thuyết Cơ sở (Grounded Theory)
Lý thuyết cơ sở (GT) là một hệ thống phương pháp trong khoa học xã hội liên quan đến xây dựng lý thuyết thông qua phân tích dữ liệu. Lý thuyết cơ sở  là một phương pháp nghiên cứu những hoạt động gần như ở trong một ngược thời trang từ xã hội khoa học nghiên cứu trong positivist truyền thống. Không giống như positivist nghiên cứu, một nghiên cứu bằng cách sử dụng căn cứ lý thuyết là có khả năng để bắt đầu với một câu hỏi, hoặc thậm chí chỉ với bộ sưu tập của dữ liệu chất lượng. Như các nhà nghiên cứu xét những dữ liệu thu thập được, lặp đi lặp lại, ý tưởng, những khái niệm hay yếu tố trở nên rõ ràng và được gắn với mã, mà đã được chiết xuất từ những dữ liệu. Càng nhiều dữ liệu thu thập được, và kết dữ liệu này được xem xét lại, mã có thể được phân loại vào các khái niệm, và sau đó vào loại. Các loại này có thể trở thành sự sở cho lý thuyết mới. Do đó, căn cứ lý thuyết là hoàn toàn khác với truyền thống của nghiên cứu, nơi các nhà nghiên cứu chọn một hiện khung lý thuyết, và sau đó chỉ dữ liệu thu thập để làm lý thuyết hay không áp dụng cho các hiện tượng được nghiên cứu.